# Vom Donaustrande
Vom Donaustrande, op. 356, är en polka av Johann Strauss den yngre. Den framfördes första gången den 6 april 1873 i Volksgarten Wien.

## Historia
Johann Strauss kallade sin andra operett Der Karneval in Rom för "min polka-opera" och utifrån partituret sammanställde han totalt fem separata orkesterverk: en vals, en kadrilj och tre polkor. Med ett undantag - polkan Nimm sie hin (op. 358) - så hade titlarna ingenting att göra med handlingen i operetten utan snarare förekom den Världsutställningen 1873 i Wien som hölls i nöjesparken Pratern med start den 1 maj 1873.
Allt medan invigningen av utställningen närmade sig steg förväntningarna ytterligare genom pressens annonser om den välgörenhetskonsert som Straussorkestern skulle ge i Musikverein den 6 april. Enligt ett brev från Johann Strauss till manskören Wiener Männergesang-Verein den 27 mars 1873 utgjorde evenemanget (i pressen annonserat såsom "Strausskapellets 50-årsjubileum") 50 år sedan Straussorkestern grundades av Johann Strauss den äldre. Men då pappa Strauss satte samman sin orkester först 1825 (och inte 1823) fanns det egentligen ingen grund för firandet. De flesta tidningarna ifrågasatte inte jubileet; Illustriertes Wiener Extrablatt (7 april 1873) till och med understödde felet genom att hävda (felaktigt) att pappa Strauss hade debuterat med sin vals Täuberln (op. 1) den 5 april 1823 (rätt år var 1826). Förvirringen tilltog när en annan journalist i samma tidning (8 april 1873) skrev: "Så vitt som författaren till dessa rader vet så gjorde Strauss sin debut i Wieden 1824, inte 1823...".
Johann Strauss den yngre och brodern Eduard Strauss delade på dirigentskapet av Straussorkestern vid 50-årsjubileet, där första halvan av programmet bestod av faderns musik och brodern Josef Strauss, som hade dött 1848 respektive 1870. Efter pausen framförde Johann och Eduard ett program av sina egna kompositioner, däribland Johanns polka Vom Donaustrande dirigerad av kompositören själv. Reportern från Fremden-Blatt noterade i sin artikel den 7 april: "I andra halvan var det mest elektrifierande [numret] polkan 'Vom Donaustrande', ett muntert dansstycke utifrån melodier från operetten 'Karneval in Rom av Johann Strauss".
Polkan består av material från akterna II och III i operetten:
- Tema 1A - Akt II Duett (No. 9)
- Tema 1B - Akt III Final (No. 16)
- Trio 2A - Akt II Final (No. 12)
- Trio 2B - Akt III Balettmusik (No. 16 Final)

## Om polkan
Speltiden är ca 2 minuter och 56 sekunder plus minus några sekunder beroende på dirigentens musikaliska tolkning.
Polkan var ett av fem verk där Strauss återanvände musik från operetten Der Karneval in Rom:
- Vom Donaustrande, Schnell-Polka, Opus 356
- Carnevalsbilder, vals, Opus 357
- Nimm sie hin, Polka-francaise, Opus 358
- Gruss aus Österreich, Polkamazurka, Opus 359
- Rotunde-Quadrille, kadrilj, Opus 360